# Tunas
Tunas é um município brasileiro do estado do Rio Grande do Sul. 